# Präsidentschaftswahl in Tunesien 2014

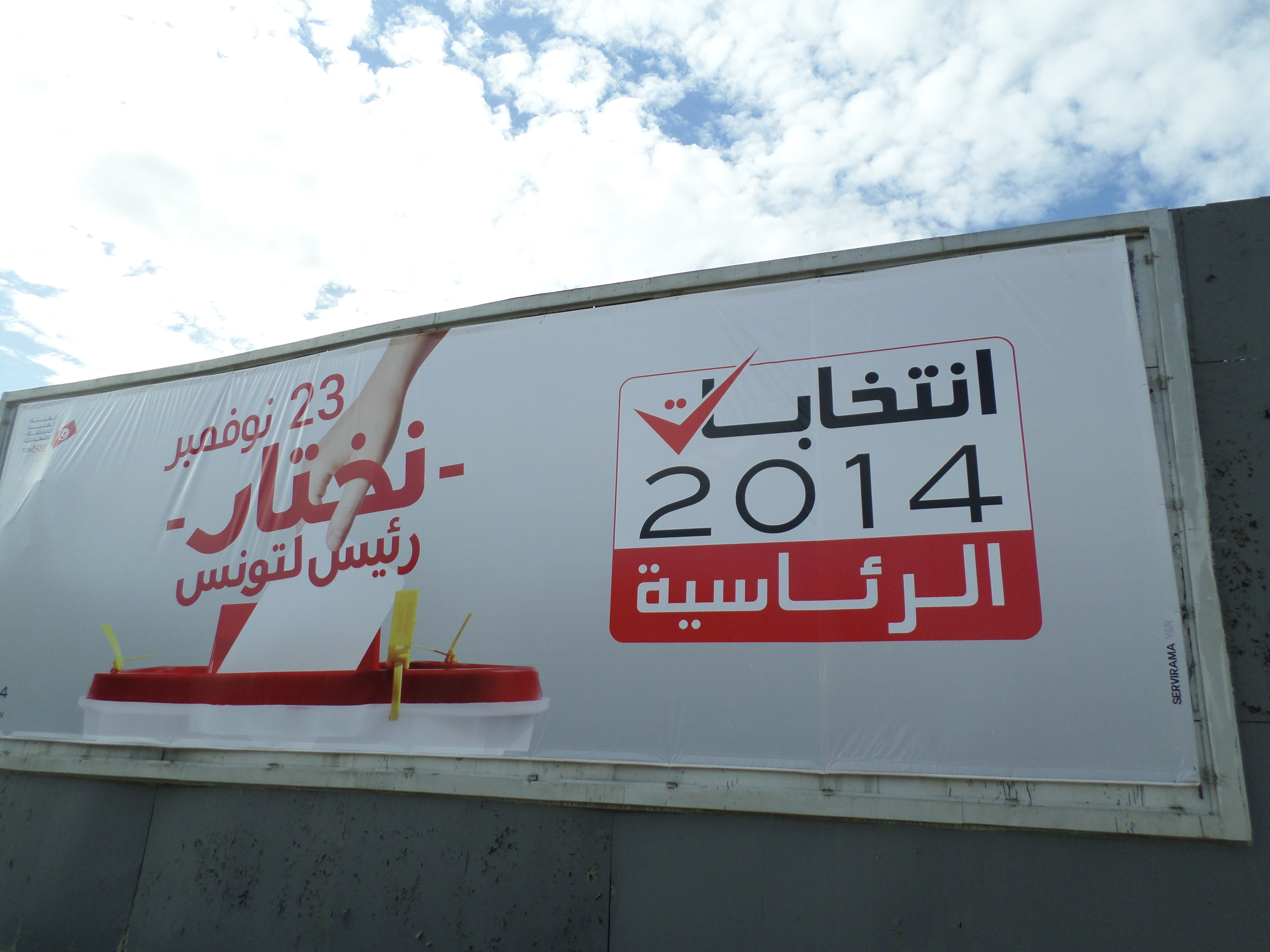
Plakat der unabhängigen Wahlkommission zur Präsidentschaftswahl (November 2014)

Die Präsidentschaftswahl in Tunesien 2014 fand in ihrer ersten Runde am 23. November 2014 statt. Diese erste demokratische Präsidentschaftswahl nach dem Sturz des autokratischen Präsidenten Ben Ali durch die Revolution in Tunesien 2010/2011 wurde von der 2011 gewählten verfassungsgebenden Versammlung vorbereitet und festgesetzt. Die zweite Runde fand am 21. Dezember 2014 als Stichwahl zwischen den beiden Kandidaten mit der größten Zustimmung im ersten Wahlgang, Beji Caid Essebsi und Moncef Marzouki, statt. Essebsi gewann diese mit 55,68 Prozent der Stimmen und wurde am 31. Dezember 2014 als Präsident Tunesiens vereidigt.

## Ausgangslage
Von 1994 an war Tunesien formal eine repräsentative Demokratie. Alle Wahlen waren jedoch Scheinwahlen, die – weder frei noch fair – Ergebnisse von teils über 90 Prozent der Stimmen für Ben Ali und seine Partei Rassemblement constitutionnel démocratique brachten. Zuletzt war der Präsident 2009 für weitere fünf Jahre bestätigt worden, weshalb die nächste reguläre Wahl 2014 stattfinden sollte.
Um den Jahreswechsel 2010/2011 stürzte jedoch Ben Alis autokratisches Regime durch die tunesische Revolution; das Amt des Präsidenten wurde mit dessen Flucht am 15. Januar 2011 vakant und bis zu einer regulären Wahl interimistisch ausgefüllt. Zunächst war geplant, bereits wenige Monate darauf eine Präsidentschaftswahl abzuhalten. Da jedoch im Lauf der Revolution die Verfassung außer Kraft gesetzt wurde, fehlten die Voraussetzungen für die Durchführung jeder Art von Wahlen. Der am 16. Januar bestimmte Interimspräsident Fouad Mebazaâ gab daher am 3. März bekannt, dass eine verfassunggebende Versammlung einberufen werden solle, die, verzögert, am 23. Oktober 2011 gewählt wurde und die innerhalb eines Jahres eine Verfassung erarbeiten sowie die Präsidentschafts- und Parlamentswahl organisieren sollte. Es kam immer wieder zu Verzögerungen wegen ökonomischer Schwierigkeiten und politischer Verwerfungen, die sich im ersten Halbjahr 2013 durch die Ermordung der linken Oppositionspolitiker Chokri Belaïd und Mohamed Brahmi zuspitzten. Die Wahlen, auf den 23. Juni 2013 angesetzt, wurden nach Protesten gegen die Regierung zuerst auf den 17. Dezember und dann ins Jahr 2014 verschoben, als die Regierung Ali Larajedhs Ende 2013 wegen des öffentlichen Drucks den Weg zu einer Technokratenregierung freimachte und die neue Verfassung der Republik Tunesien am 27. Januar 2014 von der verfassunggebenden Versammlung verabschieden ließ. Unter dem neuen Premierminister Mehdi Jomaâ wurde die Präsidentschaftswahl auf den 23. November 2014 gelegt.

## Wahlrecht und Stellung des Präsidenten
Der Präsident der Republik Tunesien wird nach Art. 75 der Verfassung von 2014 direkt vom Volk in allgemeinen, geheimen, freien und gleichen Wahlen für eine Amtszeit von fünf Jahren gewählt und kann einmal wiedergewählt werden. Erreicht er im ersten Wahlgang keine absolute Mehrheit, wird binnen zwei Wochen nach endgültiger Feststellung des Wahlergebnisses eine Stichwahl zwischen den beiden Stimmenstärksten durchgeführt. Das passive Wahlrecht haben gemäß Art. 74 alle tunesischen Staatsbürger islamischen Glaubens, die mindestens 35 Jahre alt sind und von einigen gewählten Volksvertretern unterstützt werden. Der Präsident bildet gemäß Art. 71 gemeinsam mit der Regierung die Exekutive der Republik Tunesien. Er hat gemäß Artt. 72–88 Kompetenzen, die über die Funktionen als Staatsrepräsentant, Gesetzesnotar und Notstandsmanager hinausgehen. Er bestimmt gegenüber der Regierung die Richtlinien der Außen-, Verteidigungs- und Sicherheitspolitik (Art. 77), greift in den Gesetzgebungsprozess ein (Art. 81) und darf das Parlament auflösen, allerdings verliert er beim zweiten erfolglosen Versuch das zu tun ebenfalls sein Amt (Art. 99).

## Kandidaten
Insgesamt reichten bei der Wahlbehörde 70 Personen ihre Kandidatur ein; 27 davon wurden zur Wahl zugelassen.
Die islamisch ausgerichtete Partei Ennahda, die führende Kraft der Verfassunggebenden Versammlung 2011–2014, gab am 7. September 2014 bekannt, keinen Kandidaten aufzustellen. Damit werde der Vorwurf ausgeräumt, die Partei strebe eine totale Machtkumulation an wie die vorrevolutionäre tunesische Führung zuvor. Stattdessen zeige sie, dass sie ihren Willen zur breiten parteiübergreifenden Zusammenarbeit ernst meine, und warb darum, möglichst konsensfähige Kandidaten aufzustellen. Der jordanische Experte Marwan al-Muasher vermutete, dass die Ennahda sich angesichts der ungelösten Probleme des Landes vorerst in den Hintergrund zurückziehe. Zudem fügte sich der Rückzug Ennahdas in die eigene Vorstellung eines politischen Systems, das dem Parlament eine möglichst starke und dem Präsidenten eine möglichst schwache Position einräumen sollte: „ein nominell unabhängiger Präsident von Ennahdhas Gnaden wäre ein großes politisches Faustpfand“.
Der 88-jährige Anführer der säkularen, 2012 gegründeten Partei Nidaa Tounes („Ruf Tunesiens“), Beji Caid Essebsi, trat mit langjähriger Erfahrung in politischen Führungsämtern an. Seine Partei gewann die einen Monat vor der Präsidentschaftswahl abgehaltenen tunesischen Parlamentswahlen; er selbst galt als Favorit für die Präsidentschaftswahl.
Zu den aussichtsreichen Bewerbern zählte auch der bisherige Interimspräsident Tunesiens, Moncef Marzouki, der Ende 2011 von der Verfassunggebenden Versammlung zum Präsidenten des Landes gewählt wurde, befristet wie auch die Versammlung auf ein Jahr. Durch die Verzögerungen der Arbeit des Gremiums ließ auch die Präsidentschaftswahl auf sich warten, und so ist Marzouki, wenn auch ohne formelle Bestätigung, bis zur Wahl 2014 im Amt geblieben. Der Menschenrechtsaktivist steht politisch links und war 2001 Gründer der unter Ben Ali verbotenen Partei Kongress für die Republik. Auch wenn die islamisch ausgerichtete Ennahda-Partei sich nicht offiziell zu einem Kandidaten bekannte, unterstützten viele ihrer Anhänger und Mitglieder Marzouki; der Ennahda-Premierminister von 2012/13, Hamadi Jebali, trat sogar aus Protest gegen die fehlende offizielle Unterstützung Marzoukis aus seiner Partei aus.
Der Präsident der Verfassunggebenden Versammlung, Mustafa Ben Jaafar, gab ebenfalls seine Kandidatur bekannt.

## Wahlkampf
Der gleich nach der Parlamentswahl am 30. Oktober 2014 einsetzende Wahlkampf wurde in den Medien als „schmutzig“ bezeichnet und war von gegenseitigen Vorwürfen geprägt. Diese Polarisierung zwischen zwei Lagern war der unideologisierten politischen Kultur Tunesiens bis dahin fremd. Dem Favoriten und Gewinner der Parlamentswahl Essebsi wurde von Mustafa Ben Jafaar der Vorwurf gemacht, er strebe den Hegemonialismus einer Einparteienregierung an („taghawel“). Der Interimspräsident Morcef Marzouki erhob gegen Essebsi den Vorwurf, dass mit seiner Wahl das alte Regime an die Macht zurückkehre und somit die Revolution rückabwickle. Marzoukis Äußerung, Essebsi könne sich nur durch Wahlbetrug durchsetzen, führte zu einer Rüge durch die staatliche Wahlkommission. Dagegen warf Essebsi seinem Gegenkandidaten Marzouki vor, sich von den Islamisten unterstützen zu lassen, zumal diese nach der Revolution das Land ruiniert hätten, und schlug ein Fernsehduell aus, weil Marzouki ein Extremist sei. Während auch der frühere Ennahda-Premier Jabali vor einer Rückkehr der Einparteienherrschaft durch Essebsi warnte, beschwichtigte der Anführer der islamisch geprägten Partei, Rached al-Ghannouchi, seine Anhänger, eine Rückkehr des alten Regimes sei nicht zu befürchten, was als Geste in Richtung Essebsis gedeutet worden ist, dass das Angebot zur Zusammenarbeit weitergelte.
Essebsi selbst stilisierte sich als zweiter Bourguiba, indem er das Auftreten des tunesischen Gründungsvaters bis hin zur Wahl der Sonnenbrille, des Akzents bei Reden und zur Weise des Gehens imitierte. Er wurde von vielen Medien unterstützt; so begleitete der Chef des privaten Fernsehsenders Nessma TV, Nabil Karoui, Essebsi auf Wahlkampfveranstaltungen. Da er in den Mittelpunkt seines Wahlkampfes neben wirtschaftlichen Fragen die Wiederherstellung der Reputation des Staates und den Kampf gegen den Terrorismus stellte, wuchs unter einigen Anhängern Ennahdas die Sorge, Essebsi könnte das Land zurück auf einen autoritären Kurs führen und die Medien sich ähnlich gefügig ihm gegenüber erweisen wie gegenüber dem gestürzten Autokraten Ben Ali.
Kurz vor dem zweiten Wahlgang veröffentlichten Islamisten Videos, in denen sie der politischen Klasse Terroranschläge androhten. In den drei Tagen vor der Wahl riegelten die tunesischen Behörden die Grenze zum östlichen Nachbarland Libyen hermetisch ab, um das eigene Land von der dortigen chaotischen Sicherheitslage abzuschirmen und die Wahl als vorläufigen Abschluss der Demokratisierung nicht zu gefährden, zumal die Behörden mit dem Einsatz gegen islamistische Gruppen im westlichen Grenzgebiet mit Algerien ausgelastet waren. Etwa 100.000 Sicherheitskräfte kontrollierten den weitestgehend ordnungsgemäßen Ablauf der Wahl.

## Ergebnisse
In der ersten Runde der Wahl am 23. November 2014 erreichte keiner der Kandidaten die erforderliche Mehrheit von über 50 Prozent der Stimmen, weshalb es zu einem zweiten Wahlgang am 21. Dezember 2014 kam. Am 23. November beteiligten sich etwa 63 Prozent der registrierten Wähler (insgesamt etwa 5,3 Millionen), nachdem sich bei der Parlamentswahl einige Wochen zuvor etwa 70 Prozent der Registrierten beteiligt hatten. Es setzten sich im ersten Wahlgang mit deutlichem Abstand vor den anderen Kandidaten der Nidaa-Tounes-Chef Beji Caid Essebsi (gut 39 Prozent der Stimmen) und der bisherige Interimspräsident Moncef Marzouki (gut 33 Prozent) durch und traten daher in der zweiten Runde gegeneinander an.
In der Stichwahl am 21. Dezember gewann Essebsi nach dem vorläufigen Ergebnis der Wahlkommission mit 55,68 vor Marzouki mit 44,32 Prozent der Stimmen. Die Wahlbeteiligung lag bei etwa 62 Prozent der eingetragenen Wähler.
| Kandidat                    | Partei                        | 1. Wahlgang | 1. Wahlgang | 2. Wahlgang | 2. Wahlgang |
| Kandidat                    | Partei                        | Stimmen     | %           | Stimmen     | %           |
| --------------------------- | ----------------------------- | ----------- | ----------- | ----------- | ----------- |
| Beji Caid Essebsi           | Nidaa Tounes                  | 1.289.384   | 39,46       | 1.731.529   | 55,68       |
| Moncef Marzouki             | Kongress für die Republik     | 1.092.418   | 33,43       | 1.378.513   | 44,32       |
| Hamma Hammami               | Volksfront                    | 255.529     | 7,82        |             |             |
| Mohamed Hechmi Hamdi        | Strömung der Liebe            | 187.923     | 5,75        |             |             |
| Slim Riahi                  | Freie Patriotische Union      | 181.407     | 5,55        |             |             |
| Kamel Morjane               | Elmoubadara                   | 41.614      | 1,27        |             |             |
| Ahmed Najib Chebbi          | Republikanische Partei        | 34.025      | 1,04        |             |             |
| Safi Saïd                   | parteilos                     | 26.073      | 0,80        |             |             |
| Mondher Zenaidi             | parteilos                     | 24.160      | 0,74        |             |             |
| Mustafa Ben Jaafar          | Ettakatol                     | 21.989      | 0,67        |             |             |
| Kalthoum Kannou             | parteilos                     | 28.287      | 0,56        |             |             |
| Mohamed Frikha              | parteilos                     | 17.506      | 0,54        |             |             |
| Abderrazak Kilani           | parteilos                     | 10.077      | 0,31        |             |             |
| Mustafa Kamel Nabli         | parteilos                     | 6.723       | 0,21        |             |             |
| Abdelkader Labaoui          | parteilos                     | 6.486       | 0,20        |             |             |
| Larbi Nasra                 | Stimme des Tunesischen Volkes | 6.426       | 0,20        |             |             |
| Hamouda Ben Slama           | parteilos                     | 5.737       | 0,18        |             |             |
| Mohamed Hamdi               | Demokratische Strömung        | 5.593       | 0,17        |             |             |
| Mehrez Boussayene           | parteilos                     | 5.377       | 0,16        |             |             |
| Salem Chaïbi                | Volkskongresspartei           | 5.245       | 0,16        |             |             |
| Samir Abdelli               | parteilos                     | 5.054       | 0,15        |             |             |
| Ali Chourabi                | parteilos                     | 4.699       | 0,14        |             |             |
| Mokhtar Mejri               | parteilos                     | 4.286       | 0,13        |             |             |
| Abderraouf Ayadi            | Wafa-Bewegung                 | 3.551       | 0,11        |             |             |
| Jassine Chennoufi           | parteilos                     | 3.118       | 0,10        |             |             |
| Abderrahim Zouari           | Destour-Bewegung              | 2.701       | 0,08        |             |             |
| Noureddine Hached           | parteilos                     | 2.181       | 0,07        |             |             |
| Gesamt                      | Gesamt                        | 3.267.569   | 100,00      | 3.110.042   | 100,00      |
| Gültige Stimmen             | Gültige Stimmen               | 3.267.569   | 97,84       | 3.110.042   | 97,50       |
| Ungültige Stimmen           | Ungültige Stimmen             | 72.097      | 2,16        | 79.630      | 2,50        |
| Wahlbeteiligung             | Wahlbeteiligung               | 3.339.666   | 62,94       | 3.189.672   | 60,11       |
| Registrierte Wähler         | Registrierte Wähler           | 5.306.324   | —           | 5.306.324   | —           |
| Quelle: Wahlkommission ISIE |                               |             |             |             |             |

## Reaktionen
Kurz nach der Schließung der Wahllokale und nach den ersten Prognosen, die Essebsi vorne sahen, trat dieser vor seine Anhänger und erklärte sich zum Sieger. Dem widersprach sein Kontrahent Marzouki und mahnte, das offizielle Wahlergebnis abzuwarten. In der südtunesischen Stadt El Hamma kam es nach der Bekanntgabe der ersten Resultate zu Ausschreitungen, weil 300 bis 400 Anhänger des unterlegenen Kandidaten Steine auf ein Polizeirevier warfen. Daraufhin wurden die Sicherheitskräfte in der Region verstärkt.
Essebsi sagte am Montagabend nach der Wahl, er sei dafür, mit dem Vergangenen vollständig abzuschließen und den Blick in die Zukunft zu richten. Er rief die Bürger zum Zusammenhalt und den Unterlegenen Marzouki zur Zusammenarbeit auf, der wiederum seine Anhänger zur Ruhe und Akzeptanz des Wahlergebnisses aufforderte. Zugleich rief er aber zur Gründung einer „Bürgerbewegung“ auf, die an dieser „Wegscheide“ die drohende Rückkehr der Diktatur verhindern solle.
Ähnlich wie die weltweit weitgehend positiv aufgenommene Parlamentswahl im Oktober 2014 wurde von internationalen Politikern und Beobachtern die gute Vorbereitung und Durchführung der Präsidentschaftswahl gelobt; Tunesien habe für Transitionen zur Demokratie Maßstäbe gesetzt, auch wenn die abnehmende Wahlbeteiligung besonders der Jugend Anlass zur Sorge gebe. Politiker wie Barack Obama gratulierten Essebsi zu seinem Wahlsieg und boten ihre Zusammenarbeit an, Frankreichs Präsident François Hollande lobte Entschlossenheit, Verantwortungs- und Kompromissbereitschaft der Tunesier. Auch die autoritären Präsidenten Algeriens und Ägyptens gratulierten; der erste lobte die „Reife“ der tunesischen Wähler, der zweite meinte, das Ergebnis bestätige das Vertrauen, das Essebsi genieße.